# كريج لاوندي
كريج آرثر صموئيل لوندي (مواليد 16 فبراير 1971) هو سياسي سابق في الحزب الليبرالي الأسترالي وعمل كعضو في البرلمان لريد من 2013 حتى تقاعده في عام 2019. شغل منصب وزير الأعمال الصغيرة والعائلية ومكان العمل وإلغاء القيود في وزارة تورنبل الثانية، قبل الاستقالة في أغسطس 2018 بعد الإطاحة بمالكولم تورنبل كرئيس للوزراء. في 15 مارس 2019، أعلن لاوندي أنه سيتقاعد من السياسة في الانتخابات الفيدرالية لعام 2019.

## السنوات الأولى والخلفية
لوندي هو نجل بارون الحانة آرثر لوندي وزوجته مارجريت. تمتلك الأسرة أكثر من 30 حانة عبر نيو ساوث ويلز. ولد كريج في سيدني وتلقى تعليمه في كلية سانت باتريك، ستريفيلد، وكلية سانت جوزيف، هانترز هيل، وجامعة نيو ساوث ويلز، حيث تخرج منها بدرجة بكالوريوس في الاقتصاد.
قبل انتخابه للبرلمان في الانتخابات الفيدرالية لعام 2013، عمل لاوندي في فندق الفنادق العائلية.

## الحياة السياسية
عمل لوندي كمساعد وزير لشؤون التعددية الثقافية بين فبراير ويوليو 2016 بعد إعادة ترتيب في وزارة تيرنبول الأولى   وعمل مساعد وزير الصناعة والابتكار والعلوم بين يوليو 2016 وديسمبر 2017 في تيرنبول الثانية الوزارة. بعد إعادة ترتيب لاحقة للوزارة في ديسمبر 2017، تم تعيينه وزيرا للأعمال التجارية الصغيرة والعائلية ومكان العمل وإلغاء الضوابط. استقال من منصبه في أغسطس 2018 بعد انتخاب سكوت موريسون في انسكاب قيادة الحزب الليبرالي.

### ضريبة المزايا الإضافية
كمرشح خلال الحملة الانتخابية الفيدرالية لعام 2013، جادل لوندي بأن إزالة الامتياز الضريبي على المزايا الإضافية على السيارات سيكون «ركلة أخرى في صناعة السيارات الأسترالية». 

### هيئة الإذاعة الأسترالية
في يناير 2014، المذيع العام، تلقت ABC انتقادات من كبار أعضاء حكومة الائتلاف، بما في ذلك وزير الدفاع، ديفيد جونستون ورئيس الوزراء توني أبوت، الذين قالوا إنه يشعر أنه في بعض الأحيان يتصرف ABC بطريقة «تأخذ بشكل غريزي الجميع بجانب أستراليا». دافع لوندي عن قناة ABC ، فردًا بأنه لا يدافع عن محتواها، ولكن حقهم في «قول ما يريدون». وقال إن «جمال العيش في ديمقراطية هو أنه إذا لم يعجبك ما تسمعه، أو ما تشاهده، أو ما تبحث عنه على الإنترنت، فاختر قناة أخرى.» وقال أيضا إنه ليس دور ABC أن يكون وطنيا.

### التمييز العنصري
في مارس 2014، اقترح النائب العام جورج براندس مسودة تعديلات تشريعية لقانون التمييز العنصري لعام 1975، بهدف إزالة الأقسام التي تجعل من غير القانوني «الإساءة أو الإهانة أو الإهانة أو الترهيب لشخص آخر أو مجموعة من الناس» على أساس من «العرق أو اللون أو الأصل القومي أو العرقي».  وتحدث لوندي، وهو من الليبراليين في ذلك الوقت، ضد التغييرات، قائلاً إنه «من المهم أن ندعم نظامًا تشريعيًا يعكس الدولة المتنوعة والمتعددة الثقافات التي أصبحت عليها أستراليا الحديثة اليوم».  تم إسقاط التغييرات بعد الغضب الشعبي الواسع النطاق، والمعارضة من بعض الدعاة الليبراليين، بما في ذلك لاوندي، فيليب رودوك، وكين وايت، عضو البرلمان الأصلي.
في 3 أكتوبر 2014، انضم لاوندي إلى نواب حزب العمل توني بورك، وأنتوني ألبانيز، وميشيل رولاند في دعم حملة " #NotinMy" ame ، التي تدين العنصرية والكراهية والتعصب.
لوندي هو الرئيس المشارك لمجموعة أصدقاء فلسطين البرلمانية. في 5 يونيو 2014، أعلنت حكومة أبوت أن مصطلح «المحتلة» لن يتم استخدامه لوصف القدس الشرقية. عارض لوندي علناً التحول في اللغة، قائلاً إن المنطقة احتلت من قبل القوات الإسرائيلية المسلحة.

### الزواج من نفس الجنس
لا يدعم لاوندي زواج المثليين، ولكنه كان قد دعم في السابق تصويت الضمير حول هذه القضية. في سبتمبر 2014، أعلن أنه لم يعد يؤيد التصويت الحر. بعد أن صوتت دائرته لصالح الزواج من نفس الجنس في المسح البريدي لقانون الزواج الأسترالي، صوت لاوندي لقانون تعديل الزواج (التعريف والحريات الدينية) لعام 2017، الذي شرع الزواج من نفس الجنس في أستراليا.
في عام 2015، أرسل النشطاء المؤيدون للزواج من نفس الجنس رسائل غير مميزة مليئة باللمعان إلى مكاتب العديد من نواب التحالف الفيدرالي. تم إغلاق مكتب لاوندي لفترة وجيزة حتى قررت الشرطة أن الطرود غير ضارة، ومجموعة غيت آب أصدر اعتذارًا رسميًا عن الحيلة. وصفها لوندي بأنها فعل غير مسؤول بشكل صارخ، مشيرة إلى أن «إرسال أي مادة غير معلنة عبر البريد إلى مكتب أحد أعضاء البرلمان سيؤدي حتمًا إلى القلق». 

### قضية اللاجئين
في عام 2015، عُرضت على لوندي صور فوتوغرافية لطفل سوري ميت يفر من الحرب الأهلية السورية من قبل ابنته على مائدة العشاء، مما دفعه هو وبقية أفراد عائلته إلى البكاء.  متأثراً بالصور والأزمة التي تتكشف، اتصل لاوندي بوزراء الخارجية، جولي بيشوب، والهجرة وحماية الحدود، بيتر داتون، حيث قاموا باستطلاع زيادة في المدخول الإنساني للاجئين من أستراليا، خاصة فيما يتعلق باللاجئين من سوريا. وفي حديثه لوسائل الإعلام بعد ذلك عن قرار التماس اللجوء في مواجهة المعاناة والاضطهاد الشديد، رسم لاوندي أوجه الشبه بين اللاجئين والبشرية جمعاء، قائلاً: «هناك نعمة من الله نذهب إلى أي منا. ضع نفسك في موقف هؤلاء الناس وأخبرني أنك لن تفعل الشيء نفسه».  تم تعيين لوندي في وقت لاحق كمساعد وزير لشؤون التعددية الثقافية. 